# 小行星32571
小行星32571（32571 Brayton）是一颗绕太阳运转的小行星，为主小行星带小行星。该小行星于2001年8月20日发现。

## 轨道参数
小行星32571的轨道半长轴为3.1381343 UA，离心率为0.245。